# Col·legi d'Advocats d'Alacant
L'Il·lustre Col·legi Provincial d'Advocats d'Alacant (ICALI) és una corporació professional a la qual han de pertànyer els llicenciats en dret per a poder exercir a la província d'Alacant. Fou instituïda per una cèdula reial el 1844. L'actual degà és Fernando Candela Martínez, que ocupa el càrrec des de 2011. Ha establert lligams de col·laboració amb altres Col·legis d'Advocats, com el de Madrid.

## Història
Fou fundat el juny de 1844 per 31 advocats de la província d'Alacant, entre ells Francisco Jover, Francisco Rovira, Cipriano Bergez Dufoo, Juan Sanmartín, Antonio Berduig, Estanislao Lafora, Isidro Salazar, Juan Bautista Llopis, Manuel Castells i Francisco Lloret. Les reunions se celebraven a la sala de l'ajuntament d'Alacant on es reunia l'Audiència del Criminal.
A Rovira el va substituir Cipriano Bergez Dufoo, i a aquest el 1876 Francisco Forner. El 1907 va inaugurar el seu propi local al carrer Sagasta (ara carrer de Sant Francesc). Des del 1910 el nou degà Rafael Beltrán va augmentar la presència del Col·legia a la societat alacantina, va augmentar la biblioteca i va traslladar la seu a la plaça d'Alfons XII per tal de situar-se més a prop de l'Audiència Provincial. En 1926 va decidir que la patrona del Col·legi fos la Immaculada Concepció i es va fixar el "dia de l'advocat".
L'esclat de la guerra civil espanyola i les pressions dels advocats d'esquerres van provocar que el delegat elegit, Ramón Campos Puig, fos substituït per José Guardiola Ortiz. En acabar la guerra les noves autoritats franquistes prohibiren les eleccions i decidiren que els degans serien nomenats pel ministres de justícia. Fou nomenat nou degà l'alcalde d'Alacant Ambrosio Luciáñez Riesco. Es produïren moltes depuracions i expulsions, com la de José Guardiola Ortiz, qui no podria tornar a exercir fins 1946. En 1952 es tornaria a escollir el degà per elecció dels membres del Col·legi. El degà Manuel Pérez Mirete va estendre la jurisdicció del col·legi a tota la província d'Alacant, i va topar amb l'oposició del Col·legi d'Elx. El 1957 va traslladar la seu al carrer dels Reis Catòlics. El 1972 va crear l'Agrupació d'Advocats Joves del Col·legi d'Alacant.
Un cop adaptat el seu funcionament a la nova etapa política, el 1982 va inaugurar la seva seu al carrer d'Alberola. En 1988 va crear les beques José Vidal i el 1989 va començar a editar una revista. Darrerament s'ha manifestant contrari al cobrament de l'Impost sobre el Valor Afegit en les actuacions de torn d'ofici.

## Degans
- Francisco Rovira (1844 -)
- Cipriano Bergez Dufoo
- Francisco Forner (1876-1878)
- Ramó Campos (1878-1890)
- José García Soler (1891-1910)
- Rafael Beltrán (1910-1925)
- Antonio Martínez Torrejón (1925-1935)
- Ramón Campos Puig (1935-1936)
- José Guardiola Ortiz (1936-1939)
- Ambrosio Luciáñez Riesco (1939-1947)
- Ricardo Pérez Lassaletta (1947-)
- José Martínez Alejos
- Francisco Alberola Such (-1952)
- Manuel Pérez Mirete (1952-)
- Luis Berenguer (1965-
- Pedro Sorribes (1972-1977)
- Manuel Luis Caballero (1977-
- Luis Delgado (1982-
- Isidro Echániz (1992-